# Georg von Falkenhayn
Georg von Falkenhayn (* 2. August 1890 in Steinau an der Oder; † 25. Februar 1955 in Königstein im Taunus) war ein deutscher Manager der Getreide- und Hefeindustrie.

## Leben

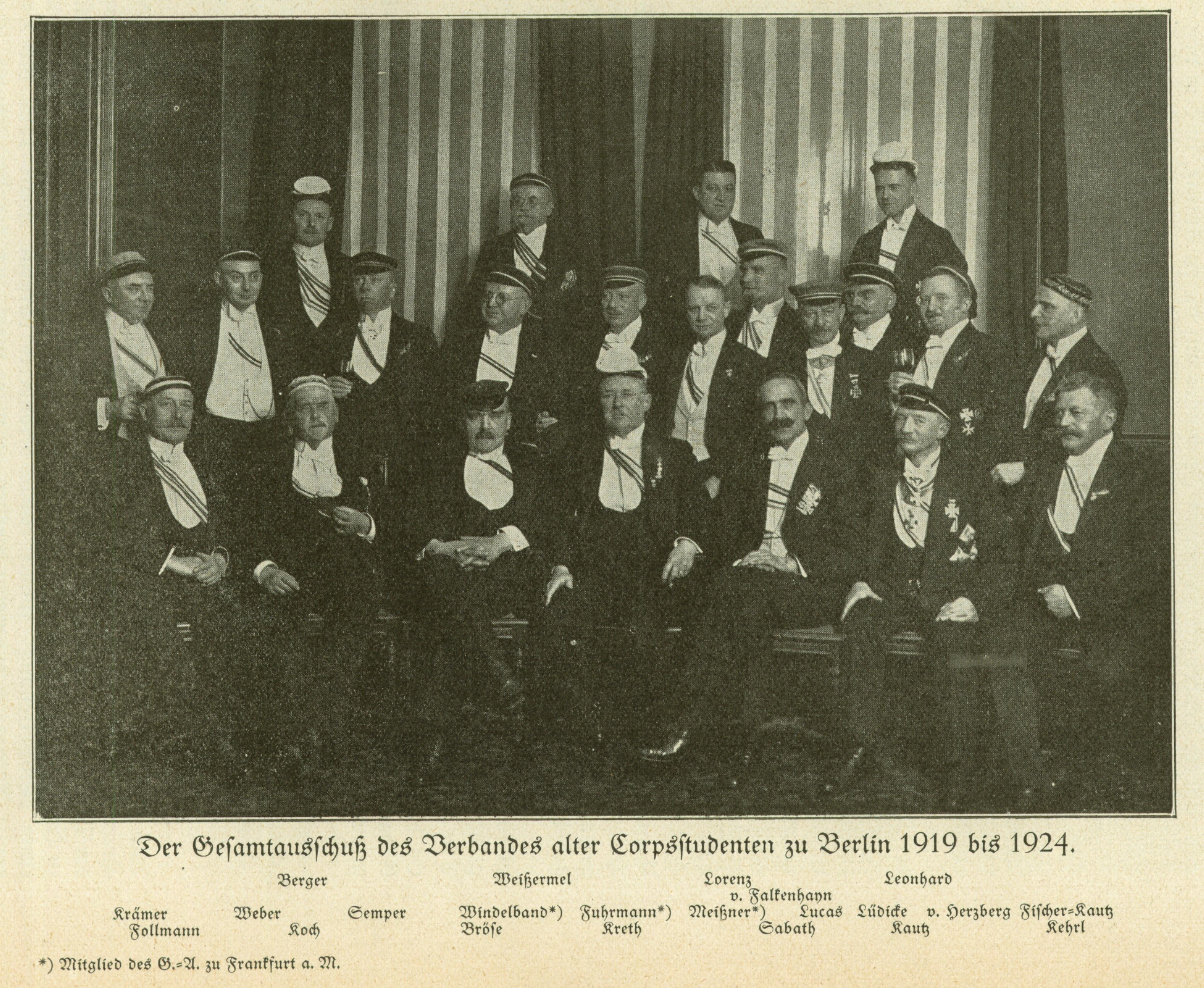
Falkenhayn im Gesamtausschuss des VAC

Georg von Falkenhayn erlangte das Abitur am Prinz-Heinrich-Gymnasium in Berlin-Schöneberg. Von 1908 bis 1911 studierte er Rechtswissenschaft und Staatswissenschaft an der Eberhard Karls Universität Tübingen, der Friedrich-Wilhelms-Universität zu Berlin und der Christian-Albrechts-Universität zu Kiel. Er war in den Corps Rhenania Tübingen (1909) und Marchia Berlin (1910) aktiv. Nach der Verlegung der Austria von Prag nach Frankfurt am Main erhielt er auch deren Band.
Das Referendarexamen legte er 1911 ab. Im Ersten Weltkrieg wurde er als Kriegsfreiwilliger schon 1914 schwer verwundet. Nachdem er 1915 die Assessorprüfung abgelegt hatte, hatte er von 1916 bis 1921 Funktionen in der Kriegswirtschaft inne. Zuletzt war er Direktor der Reichsgetreidestelle. 1921 wurde er zum Geschäftsführer der Interessengemeinschaft Ostwerke-Schultheiß-Patzenhofer GmbH in Berlin bestellt. Von 1920 bis 1924 saß er im Gesamtausschuss des VAC. 1927 wurde er zum Vorstandsmitglied der Norddeutschen Hefeindustrie AG in Berlin berufen.
Falkenhayn war Aufsichtsratsvorsitzender der Katz & Neumann AG mit Sitz in Görlitz und Hamburg, stellvertretender Aufsichtsratsvorsitzender der Schlesischen Mühlenwerke AG in Breslau sowie Aufsichtsratsmitglied der Getreide-Kreditbank AG in Berlin und der Getreide-Industrie und -Commission AG in Berlin.
Nach dem Zweiten Weltkrieg war er Rechtsanwalt in Rheda und Vorstand der Wirtschaftlichen Vereinigung der deutschen Hefeindustrie. Dieser Verband firmiert seit 2008 unter Deutscher Verband der Hefeindustrie.